# Dillsboro (Indiana)
Dillsboro è una città statunitense dello stato dell'Indiana, Contea di Dearborn. Fu fondata nel 1830 dal generale James Dill, che aveva combattuto nella guerra anglo-americana del 1812, ed al quale deve il proprio nome.